# Pazifischer Zwerghai
Der Pazifische Zwerghai (Carcharhinus cerdale) ist eine relativ kleine Haiart aus der Familie der Requiem- oder Grauhaie, der an der Küste des östlichen Pazifik vom Golf von Kalifornien bis Peru vorkommt.

## Erscheinungsbild
Die Art wird etwa 140 cm lang. Wie alle Carcharhinus-Arten besitzt sie eine Afterflosse und zwei Rückenflossen, von denen die vordere größer ist als die hintere. Der Beginn der ersten Rückenflosse liegt über der Mitte des Innenrandes der Brustflossen. Der Vorderrand der ersten Rückenflosse ist viel länger als der Abstand zwischen der Rückenflossenspitze und der freistehenden hinteren Spitze. Die Höhe der ersten Rückenflosse liegt bei 9 bis 10,5 % der Standardlänge. Der Beginn der zweiten Rückenflosse liegt über der Mitte der Afterflosse. Der Interdorsalkamm ist nur bei Embryos und Neugeborenen deutlich ausgeprägt, bei größeren Tieren nur noch schwach oder völlig zurückgebildet. Die Länge der Schwanzflosse beträgt ein Viertel der Gesamtlänge. Alle Flossen haben dunkle Ränder oder Spitzen. Hinter den Augen liegen unauffällige, winzige Poren auf der Hyomandibulare.

## Systematik
Carcharhinus cerdale wurde 1898 durch den US-amerikanischen Ichthyologen Charles Henry Gilbert beschrieben. Eine nah verwandte Art, der Atlantische Zwerghai (Carcharhinus porosus) kommt auf der atlantischen Seite des amerikanischen Doppelkontinents vom Golf von Mexiko bis Brasilien vor. Beide Arten sind wahrscheinlich durch allopatrische Artbildung bei der Schließung des Isthmus von Panama entstanden. 
Im Jahr 1923 bestimmten die amerikanischen Ichthyologen Seth Eugene Meek und Samuel Frederick Hildebrand Haie, die vom Fischmarkt der panamaischen Hafenstadt Colón stammten, als Carcharhinus cerdale. Aufgrund der Lage Colóns auf der karibischen Seite Panamas nahmen die beiden Wissenschaftler an, dass die Art auf beiden Seiten der Landenge Panamas vorkommt, synonymisierten sie aber nicht mit Carcharhinus porosus. In einer 1948 erschienenen Publikation nahmen die amerikanischen Ichthyologen Henry Bryant Bigelow und William Charles Schroeder diese Hypothese aber an. Da viele Autoren dies später übernahmen, geriet für mehr als 60 Jahre in Vergessenheit, dass Carcharhinus cerdale eine eigenständige Art ist. Erst im Jahr 2011 wurde Carcharhinus cerdale wieder als gültige Art eingeführt und Carcharhinus porosus auf die atlantische Population beschränkt.